# صيد الرجال (فلم)
صيد الرجال فيلم سينمائي سوري من إنتاج العام 1976

## قصة الفيلم
(شريف) شاب ثري، يتلقف (هدى) الفتاة الفقيرة التي تسكن في أحد أحياء دمشق القديمة، عندما يقابلها في حفل راقص، أمها تعمل خادمة كي تصرف علي أبنائها الطلاب في الجامعة، يحاول شريف اغتصابها فتضربة بزجاجة تشوه وجهه، تأخد (هدى) مفتاح الشقة التي تعمل بها خادمة وتستجلب (عصام) إلي الشقة لتنغمس في علاقة أثمة معه، يلاحقها شريف للانتقام منها، يحاول (صالح) الذي يحب هدى الوقوف معها رغم علمه بعملها كعاهرة باعتبارها ضحية.

## فريق العمل[5]
قصة وسيناريو وحوار: فوزي العريفي
إخراج: بشير صافية
إنتاج وتوزيع: الشركة العربية السورية للسينما(زنوبيا فيلم)
مدير التصوير: يوسف عنتر
منتج منفد: سمير المصري
مدير الإنتاج: جميل إسحاق
مونتاج: مروان عكاوي
كلمات الأغاني: سمير المصري
ألحان: عبدالعزيز محمود، سعيد قطب
غناء: عصمت رشيد

## بطولة
- ناجي جبر (شريف)
- حياة قنديل (هدى)
- مها الصالح (جيهان)
- محمود جبر (صالح)
- سمير المصري
- عصمت رشيد (عصام)
- محمد الشماط (ابو ياسين)
- مظهر الحكيم
- هالة حسني (ام إبراهيم)
- ظفيرة قطان (ام ياسين)
- ياسين أرناؤوط (ياسين)
- شارلوت رشدي
- شفيق المنفلوطي
- مازن لطفي
- عبدالله حصوة (ميمو)
- محمود جاويش
- مني برازي
- مها عبدالعال
- بشار الدوجي